# Olga Neveršilová
Olga Neveršilová (eigentlich Olga Marie Julie Neveršilová-Pavlíková, * 26. Juni 1934 in Prag; † 11. November 2021 in Bern) war tschechische Lehrbeauftragte für Slawische Sprachen und Literatur an den Universitäten Bern und Freiburg in der Schweiz.

## Werdegang
Olga Neveršilová wurde in eine Anwaltsfamilie geboren. 1958 legte sie die Matura ab und promovierte an der Prager Karls-Universität in Slawistik. Von 1961 bis 1966 war sie am Slawistischen Institut der Akademie der Wissenschaften und am Museum des tschechischen Schrifttums in Prag tätig. Sie veröffentlichte Gedichte, Essays und Übersetzungen.
Nach der Niederschlagung des Prager Frühlings 1968 emigrierte sie in die Schweiz. Sie war Lehrbeauftragte für slawische Sprachen und Literatur an den Universitäten Bern und Freiburg und Bibliothekarin. Sie publizierte weiterhin als Exilautorin Lyrik und Prosa über Naturerlebnisse und persönliche Erfahrungen. Ihre Texte erschienen teilweise auch in deutscher und französischer Übersetzung.
Neveršilová starb am 11. November 2021 in Bern.

## Werke (Auswahl)
- Olga Neveršilová: Abenteuer der Sprache. In: E. A. Peschler (Hrsg.): Das kalte Paradies. 1972.
- Olga Neveršilová: Kamenné chůvy (= Nová řada poezie 44). PmD, Poezie mimo domov, München 1989 (tschechisch).
- Olga Neveršilová: Časomísta. I. Železný, Praha 1996, ISBN 80-237-3212-9 (tschechisch).